# GMA 통합 뉴스

로고

GMA 통합 뉴스(영어: GMA Integrated News)는 필리핀의 GMA 네트워크 산하의 뉴스 제작 자회사이다.